# Nabokoit
Nabokoit ist ein sehr selten vorkommendes Mineral aus der Mineralklasse der „Sulfate (einschließlich Selenate, Tellurate, Chromate, Molybdate und Wolframate)“ mit der chemischen Zusammensetzung Cu7Te4+O4(SO4)5·KCl oder in der kristallchemischen Strukturformelschreibweise nach Strunz KCu2+7Te4+[O4|Cl|(SO4)5]. Nabokoit ist damit chemisch gesehen ein Kalium-Kupfer-Tellur-Sulfat mit zusätzlichen Sauerstoff- und Chlorionen.
Nabokoit kristallisiert im tetragonalen Kristallsystem und entwickelt tafelige Kristalle bis etwa einen Millimeter Größe mit dunkleren Zonen aufgrund von Verwachsungen mit Anglesit. Bekannt sind auch gebänderte Verwachsungen mit Atlasovit. Die durchsichtigen Kristalle sind von idiochromatisch gelbbrauner Farbe und zeigen auf den Oberflächen einen glasähnlichen Glanz.

## Etymologie und Geschichte
In den Jahren 1975 bis 1976 kam es am Vulkan Tolbatschik auf der Halbinsel Kamtschatka im russischen Föderationskreis Ferner Osten zu einer großen Spalteneruption. Bei der anschließenden Untersuchung der verstärkten Aktivität der Fumarolen nahmen Sofja Iwanowna Naboko und S. F. Glawatskich 1980 eine Reihe von Proben am ringförmigen Hauptriss des zentralen Fumarolenfeldes, die zur Entdeckung neuer Minerale führte. Das Forscherehepaar V. I. Popowa und V. A. Popow untersuchte 1981 außerdem die Kammer „V“ im Bereich eines inneren halbkreisförmigen Absenkungsrisses nahe der Fumarole Jadowitaja („Die Giftige“) in etwa 40 m Höhe am zweiten Schlackenkegel.
Ein Mineralogenteam, bestehend aus V. I. Popowa, V. A. Popow, N. S. Rudaschewski, S. F. Glawatskich, V. O. Poljakow und A. F. Buschmakin (russisch: В. И. Попова, В. А. Попов, Н. С. Рудашевский, С. Ф. Главатских, В. О. Поляков, А. Ф. Бушмакин), analysierte die entnommenen Mineralproben und fand dabei die beiden neuen Sulfat-Minerale Nabokoit und Atlasovit. Ersteres wurde nach der russischen Vulkanologin und Mineralogin Sofja Iwanowna Naboko (russisch: Софья Ивановна Набоко; 1909–2005) benannt, um deren Beiträge zur Erforschung postmagmatischer Prozesse an den Vulkanen von Kamtschatka zu ehren.
Das Mineralogenteam sandte seine Untersuchungsergebnisse und den gewählten Namen 1985 zur Prüfung an die International Mineralogical Association (interne Eingangs-Nr. der IMA: 1985-013a), die den Nabokoit als eigenständige Mineralart anerkannte. Zwei Jahre später folgte die Publikation der Erstbeschreibung im russischen Fachmagazin Записки Всесоюзного Минералогического Общества [Sapiski Wsessojusnowo Mineralogitscheskowo Obschtschestwa] und wurde 1973 mit der Publikation der New Mineral Names im englischsprachigen Fachmagazin American Mineralogist nochmals bestätigt. Die ebenfalls von der IMA/CNMNC anerkannte Kurzbezeichnung (auch Mineral-Symbol) von Nabokoit lautet „Nab“.
Das Typmaterial des Minerals wird im Mineralogischen Museum der Russischen Akademie der Wissenschaften in Moskau unter der Katalog-Nr. 87577 aufbewahrt.

## Klassifikation
Da der Nabokoit erst 1985 als eigenständiges Mineral anerkannt wurde, ist er in der seit 1977 veralteten 8. Auflage der Mineralsystematik nach Strunz noch nicht verzeichnet.
Im zuletzt 2018 überarbeiteten und aktualisierten Lapis-Mineralienverzeichnis nach Stefan Weiß, das sich im Aufbau noch nach dieser alten Form der Systematik von Karl Hugo Strunz richtet, erhielt das Mineral die System- und Mineral-Nr. VI/B.07-010. In der „Lapis-Systematik“ entspricht dies der Klasse der „Sulfate, Chromate, Molybdate und Wolframate“ und dort der Abteilung „Wasserfreie Sulfate, mit fremden Anionen“, wo Nabokoit zusammen mit Atlasovit die unbenannte Gruppe VI/B.07 bildet.
Die von der International Mineralogical Association (IMA) zuletzt 2009 aktualisierte 9. Auflage der Strunz’schen Mineralsystematik ordnet den Nabokoit ebenfalls in die Abteilung der „Sulfate (Selenate usw.) mit zusätzlichen Anionen, ohne H2O“ ein. Diese ist allerdings weiter unterteilt nach der relativen Größe der beteiligten Kationen, so dass das Mineral entsprechend seiner Zusammensetzung in der Unterabteilung „Mit mittelgroßen und großen Kationen“ zu finden ist, wo es als Namensgeber und ebenfalls zusammen mit Atlasovit die „Nabokoitgruppe“ mit der System-Nr. 7.BC.20 bildet.
Auch die vorwiegend im englischen Sprachraum gebräuchliche Systematik der Minerale nach Dana ordnet den Nabokoit in die Klasse der „Sulfate, Chromate und Molybdate“ (einschließlich Selenate, Tellurate, Selenite, Tellurite und Sulfite) und dort in die Abteilung „Wasserfreie Sulfate mit Hydroxyl oder Halogen“ ein. Hier ist er ebenfalls zusammen mit Atlasovit in der unbenannten Gruppe 30.01.17 innerhalb der Unterabteilung „Wasserfreie Sulfate mit Hydroxyl oder Halogen und (AB)m(XO4)pZq, mit m : p > 2 : 1“ zu finden.

## Chemismus
In der (theoretisch) idealen, das heißt stoffreinen Zusammensetzung von Nabokoit (KCu7Te[O4|Cl|(SO4)5]) besteht das Mineral im Verhältnis aus je einem Kalium- (K+) und einem Tellur- (Te4+) sowie sieben Kupfer-Kationen (Cu2+), denen fünf Sulfat- ((SO4)2−), vier Sauerstoff- (O2−) und ein Chlor-Anion (Cl−) gegenüberstehen.
Diese Zusammensetzung entspricht einem Massenanteil (Gewichts-%) der Elemente von 3,28 Gew.-% K, 10,71 Gew.-% Te, 37,34 Gew.-% Cu, 13,46 Gew.-% S, 32,23 Gew.-% O und 2,98 Gew.-% Cl oder in der Oxidform aus 3,95 Gew.-% K2O, 13,40 Gew.-% TeO2, 46,74 Gew.-% CuO, 33,60 Gew.-% SO3 und 2,98 Gew.-% Cl (−O = Cl2 = 0,67 Gew.-%).
Fünf Analysen mit der Elektronenmikrosonde in drei verschiedenen Laboren mit unterschiedlichen Standards und zwei Sauerstoffbestimmungen mittels chromatographischer Methode ergaben dagegen eine leicht abweichende Zusammensetzung von 3,27 Gew.-% K, 11,02 Gew.-% Te, 36,15 Gew.-% Cu, 13,48 Gew.-% S, 28,80 Gew.-% O und 2,92 Gew.-% Cl sowie zusätzlich geringe Gehalte von 1,01 Gew.-% Zink (Zn), 0,44 Gew.-% Bismut (Bi), 0,24 Gew.-% Blei (Pb)Pb, 0,10 Gew.-% Cäsium (Cs), 0,06 Gew.-% Eisen (Fe) und 0,05 Gew.-% Vanadium (V), die einen Teil des Kaliums, Tellurs beziehungsweise Kupfers in der Formel diadoch vertreten können.
Auf der Basis von insgesamt 25 Sauerstoff- und Chloratomen sowie unter der Annahme von O = 31,26 Gew.-%, um die analytische Summe auf 100,0 % zu bringen, errechnet sich daraus die empirische Formel (Cu6,74Zn0,18)Σ=6,92(Te1,02Bi0,02Pb0,01Fe0,01V0,01)Σ=1,07(SO4)4,98O4,10·(K0,99Cs0,01)Σ=1,00Cl0,98, die zu Cu7TeO4(SO4)5·KCl idealisiert wurde.

## Kristallstruktur
Nabokoit kristallisiert in der tetragonalen Raumgruppe P4/ncc (Raumgruppen-Nr. 130) mit den Gitterparametern a = 9,83 Å und c = 20,59 Å sowie vier Formeleinheiten pro Elementarzelle.
Die Kristallstruktur besteht aus CuO4O2- und CuO4OCl-Oktaedern sowie CuO4Cl-Pyramiden, die komplexe Cu7TeO4(SO4)4SO4-Doppelschichten parallel der Ebene (001) mit TeO4-Pyramiden und SO4-Tetraedern bilden. Über zwischengelagerte K[4+4] und Cl-Ionen werden diese Schichten miteinander verknüpft.
Nabokoit ist das erste beschriebene Beispiel für eine Te(IV)O4-Pyramide mit exakt tetragonaler Symmetrie. Die K-Ionen haben eine etwas ungewöhnliche, flache Koordination.
| Kristallstruktur von Nabokoit |
| - mit Blickrichtung parallel zur a-Achse - mit Blickrichtung parallel zur b-Achse - mit Blickrichtung parallel zur c-Achse - räumliche Darstellung in der kristallographischen Standardausrichtung |
| Farbtabelle: _ Cu 0 _ Te 0 _ S 0 _ O 0 _ K 0 _ Cl |

## Bildung und Fundorte
Bisher konnte Nabokoit ausschließlich als Sublimationsprodukt aus vulkanischen Gasen an Fumarolen entdeckt werden. Als Begleitminerale fanden sich dabei neben Atlasovit und Anglesit noch Alarsit, Atacamit, Chalkocyanit, Chloroxiphit, Dolerophanit, Euchlorin, Fedotovit, Hämatit, Klyuchevskit, Lammerit, Langbeinit, Piypit und Tenorit.
Die Mineralfunde während der großen Spalteneruption zwischen 1975 und 1976 und an der Fumarole Jadowitaja am zweiten Schlackenkegel des Vulkans Tolbatschik in Russland sind die bisher weltweit einzigen dokumentierten Fundorte (Stand 2020).